# Droga wojewódzka nr 480
Droga wojewódzka nr 480 (DW480) – droga wojewódzka łącząca  Sieradz ze Szczercowem.

## Miejscowości leżące przy trasie DW480
- Sieradz (DK12, DK83, DW482)
- Stoczki
- Witów
- Burzenin
- Strumiany
- Widawa (DW481)
- Kolonia Zawady
- Chociw
- Łazów
- Klęcz
- Restarzew
- Dubie
- Kolonia Szczercowska (DK74)
- Szczerców (DW483)